# 犯罪即決例 (律令)
犯罪即決例（はんざいそっけつれい、明治37年律令第4号）は、日本統治時代の台湾における犯罪の即決処分について規定した日本の律令。明治37年（1904年）3月12日成立、公布。同年4月1日施行。
本令の施行によって、拘留又ハ科料ノ刑ニ該ルヘキ犯罪即決例（明治29年律令第7号）は廃止された。

## 概要

### 即決処分の言渡し
即決処分をすることができる犯罪の範囲は、拘留又ハ科料ノ刑ニ該ルヘキ犯罪即決例においては拘留又は科料の刑に該当すべき罪に限られていたところ、本令は、これを次のとおり拡大した（1条）。
1. 拘留又は科料の刑に該当すべき犯罪
2. 主刑3月以下の重禁錮の刑を処すべき賭博の罪
3. 主刑3月以下の重禁錮又は100円以下の罰金の刑に処すべき行政諸規則違反の罪

即決処分をすることができる主体は、拘留又ハ科料ノ刑ニ該ルヘキ犯罪即決例においては「警察署長及び分署長又はその代理である官吏並びに憲兵隊長、分隊長及び下士」とされていたところ、本令は、これを「庁長」に一元化した（1条）。
即決の言渡書に記載すべき事項は、拘留又ハ科料ノ刑ニ該ルヘキ犯罪即決例においては「被告人の氏名、年齢、身分、職業、住所、犯罪の場所、年月日時、罪名、刑名及び正式の裁判を請求することができる期限並びにその言渡しをした官吏の官名及び氏名、年月日」とされていたところ、本令は、「犯罪の場所、年月日時、罪名、刑名」を削除して、「犯罪の事実、適用した法条、言い渡した刑」に改めた（4条）。

### 正式裁判
正式裁判の請求は、拘留又ハ科料ノ刑ニ該ルヘキ犯罪即決例においては地方法院に対してなすべきものとされていたところ、本令は、単に法院と規定した（3条）。
正式裁判の請求が、5条1項において規定された期間内（2条1項の場合においては言渡しがあった時から3日以内、2条2項の場合においては言渡書の送達があった時から5日以内）になされなかった場合は、即決の言渡しが確定したものとする旨の規定が新設された（5条2項）。
拘留又ハ科料ノ刑ニ該ルヘキ犯罪即決例と同様に、留置した者が正式の裁判を請求したことによって呼出状の送達を受けたときは、直ちに留置を解かなければならない（11条）。

### 即決処分の確定
即決処分の言渡し後の手続について、次の規定が新設された。
- 重禁錮の即決の言渡しを受けた被告人に対して、庁長が勾留状を発して監獄に引致することができる（7条1項）。
- 即決の言渡しが確定したときは、拘留された被告人に対し、庁長が直ちに逮捕状を発し、監獄に引致しなければならない（7条2項前段）。この場合における逮捕状は、勾留状と同一の効力を有する（7条2項後段）。
- 罰金の言渡しを受けた被告人が言渡しの確定の日から1月以内に完納しないときは、庁長は、換刑処分を言い渡して執行しなければならない（8条）。

また、次の規定は、拘留又ハ科料ノ刑ニ該ルヘキ犯罪即決例と同様の規定である。
- 拘留の言渡しをした場合において、必要なときは、5条に規定する期限内において留置する（9条本文）。ただし、刑期が5日以内であるときは、その日数を超えることができない（9条ただし書）。
- 科料の言渡しをした場合において、必要なときは、その金額を仮納させなければならない（10条第1文）。納付しない者は、1円を1日に折算して留置する（10条第2文）。1円に満たないものは、1日として計算する（10条第3文）。
- 9条及び10条の留置の日数は、1日を1円に折算して科料の金額に算入し、又は拘留の刑期に算入しなければならない（12条）。

### その他
台湾総督は、必要と認めるときは、支庁長及び庁警部に対し、本令に掲げる庁長の職務代理を命ずることができる（13条）。

## 改正

### 台湾刑事令の制定
明治41年（1908年）8月28日、台湾刑事令（明治41年律令第9号）が制定・公布されたが（同年10月1日施行）、同令7条の規定によって、本令はなおその効力を有することとされた。

### 明治42年改正
犯罪即決例中改正ニ関スル律令（明治42年律令第4号）によって、本令1条2号及び3号の規定は、次のとおり改正された。
- 主刑3月以下の重禁錮の刑を処すべき賭博の罪 → 3月以下の懲役又は100円以下の罰金若しくは科料の刑に処すべき賭博の罪及び拘留又は科料の刑に処すべき刑法208条の罪（傷害罪）
- 主刑3月以下の重禁錮又は100円以下の罰金の刑に処すべき行政諸規則違反の罪 → 3月以下の懲役若しくは拘留又は100円以下の罰金若しくは科料の刑に処すべき行政諸規則違反の罪

また、7条中「重禁錮」が「懲役」に改められ、8条（庁長による換刑処分の言渡し及びその執行）の規定が削除された。

### 大正9年改正
犯罪即決例中改正ノ件（大正9年律令第19号）によって、本令は、次のとおり改正され、大正9年（1920年）9月1日から施行された。
1条及び7条中、「庁長」とあるのを「郡守、支庁長又は警察署長」に改める。
13条中、「支庁長及び警部」を「州警視、州警部又は庁警部」に改め、「庁長」を「郡守、支庁長又は警察署長」に改める。

### 昭和2年改正
犯罪即決例中改正ノ件（昭和2年律令第3号）によって、本令13条の規定は、次のとおり改正され、昭和2年（1927年）5月22日から施行された。
台湾総督は、必要と認めるときは、地方警視、州警部、庁警部、州警部補又は庁警部補に対し、本令に掲げる郡守、支庁長又は警察署長の職務代理を命ずることができる。ただし、州警部補又は庁警部補に対しては、拘留又は科料の刑に該当すべき罪に限る。

### 戦時刑事特別法の制定
第二次世界大戦中に制定された戦時刑事特別法（昭和17年法律第64号）は、「戦時刑事特別法ノ一部ヲ台湾ニ施行スルノ件」（昭和17年勅令第177号）及び「戦時刑事特別法ヲ台湾ニ施行スルノ件」（昭和18年勅令第89号）によって台湾に同法が施行されていたが、「戦時刑事特別法ノ台湾ニ於ケル特例ニ関スル件」（昭和20年勅令第413号）によって特例が定められ、同法22条の5第3項中「違警罪即決例」とあるのを「犯罪即決例」として読み替える旨の規定が設けられた（昭和20年（1945年）7月16日施行）。

## 台湾総督府令
本令に関連する台湾総督府令として、「犯罪即決例ニ依ル刑ノ執行停止ニ関スル府令」（大正6年台湾総督府令第25号）が制定された（大正6年（1917年）6月7日施行）。同府令においては、犯罪即決例によって懲役又は拘留の言渡しを受けた者が旧々刑事訴訟法（明治23年法律第96号）319条2項各号の一に該当するときは、その事故が止むまで、刑の執行を停止することができる旨が規定された。併せて、その刑の執行停止は、刑の言渡しをした即決官の通知によってしなければならない旨が規定された。
犯罪即決例ニ依ル刑ノ執行停止ニ関スル府令は、「犯罪即決例ニ依ル刑ノ執行停止ニ関スル府令中改正」（大正12年台湾総督府令第88号）によって改正され、旧々刑事訴訟法319条2項とあるのを旧刑事訴訟法（大正11年法律第75号）546条に改められた（大正13年（1924年）1月1日施行）。